# 赵友钦

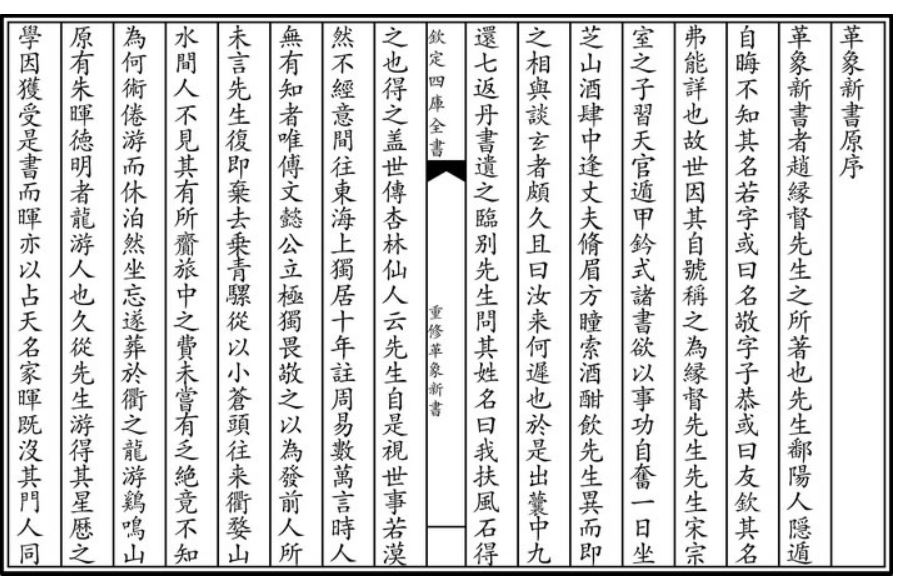
《革象新书》原序

赵友钦（1271年—1335年），字子恭，号缘督子，人称缘督先生，江南東路鄱陽（今江西）人，宋朝宗室，元代数学家、天文学家、道学家。

## 生平
赵友钦為北宋汉王趙元佐十世孙。一生不慕功名，好研究道学和天文学。著有《金丹正理》、《缘督子仙佛同源论》、《三教一源》、《推步立成》、《革象新书》等。现僅有《革象新书》一書存世。